# Venturia valelaminata
Venturia valelaminata là một loài tò vò trong họ Ichneumonidae.